# Ethilla adiscalis
Ethilla adiscalis är en tvåvingeart som beskrevs av Louis-Paul Mesnil 1977. Ethilla adiscalis ingår i släktet Ethilla och familjen parasitflugor.
Artens utbredningsområde är Madagaskar. Inga underarter finns listade i Catalogue of Life.